# Jam Sessions
Jam Sessions è un videogioco musicale dove si simula la chitarra per Nintendo DS. Esso fu portato in Nord America e in Europa da Ubisoft.